# سی کانتینرز
سی کانتینرز (انگلیسی: Sea Containers) شرکت ترابری دریایی بریتانیایی است،که در سال ۱۹۶۵ تأسیس شد.